# 山本嘉一
山本 嘉一（やまもと かいち、1877年9月6日 - 1939年12月17日）は、日本の俳優である。本名は同じ、ニックネームは山嘉（やまか）。現代劇にも時代劇にも出演した尾上松之助以降の日活の重鎮である。

## 人物・来歴
1877年（明治10年）9月6日、東京府東京市（現在の東京都）に生まれる。
満18歳を迎える1895年（明治28年）、川上音二郎率いる新派の「川上音二郎一座」に入団する。満22歳となる1899年（明治32年）、同一座の海外公演に参加、アメリカ合衆国等で舞台に立つ。
1917年（大正6年）、日活向島撮影所に招かれて入社、22年に渡る長い演劇生活を経て、満40歳を目前にして、映画俳優に転向した。入社第1作は、山本の主演作『露の契』で同年6月30日に浅草公園六区のオペラ館等で公開された。
同撮影所は「日活新派」と呼ばれ、山本にもなじみのある新派の芝居を得意としていたが、1922年（大正11年）、田中栄三監督の『京屋襟店』試写後の藤野秀夫以下スター13名全員退社事件では、たった一人向島を去らなかった幹部俳優として、その後の新派から新劇への意向にも積極的に参加した。
1923年（大正12年）9月1日の関東大震災で向島撮影所は壊滅し、鈴木謙作監督の『好きなおぢさん』を最後に日活京都撮影所に異動、酒井米子主演、村田実監督の『お光と清三郎』、山本主演、溝口健二監督の『峠の唄』に出演、その2本が1924年（大正13年）の正月興行となった。以降、10数年、京都に在住し、現代劇、とくに尾上松之助の没後は時代劇に主演、重鎮として出演した。

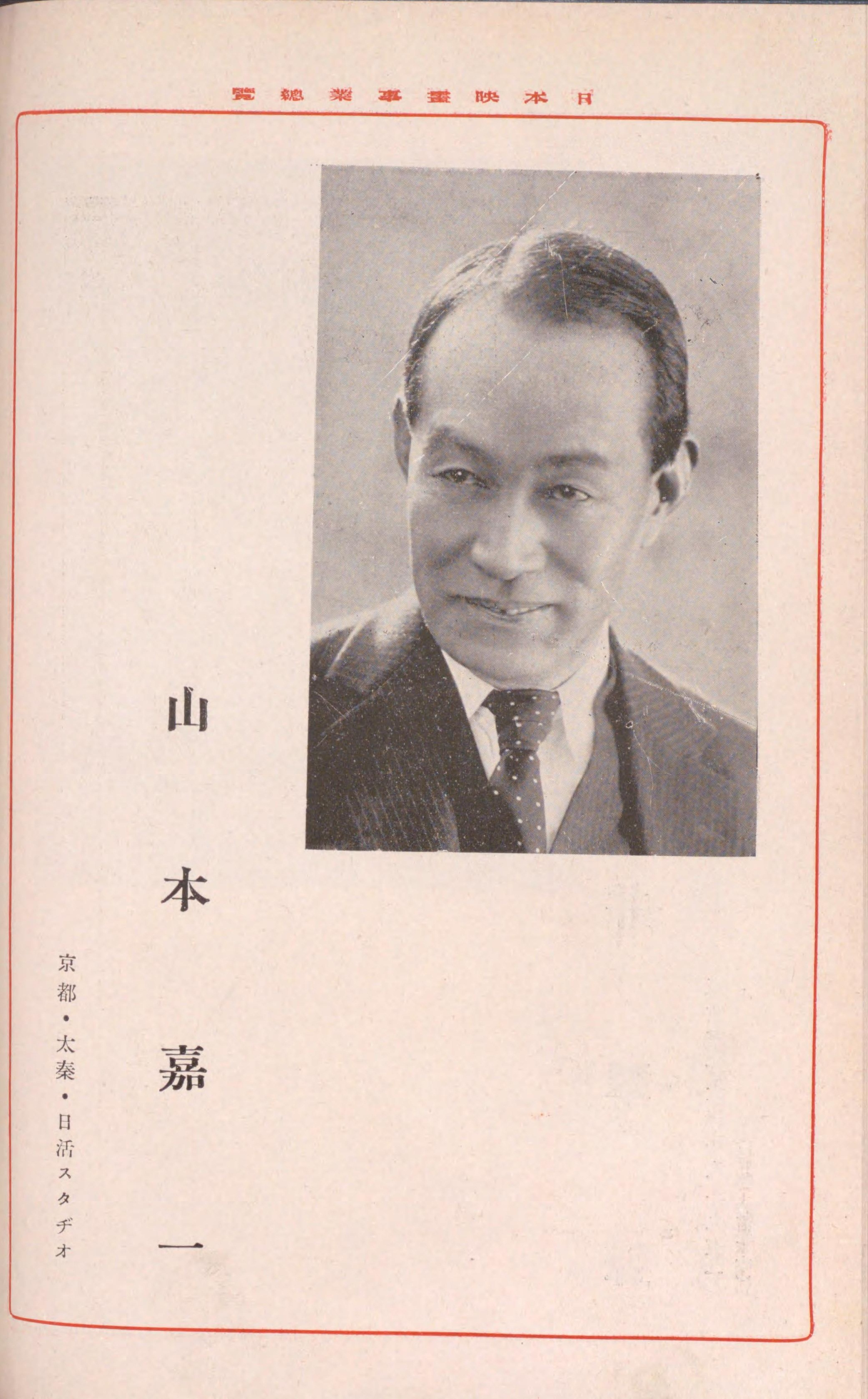
『日本映画事業総覧 昭和五年版』（p.270, 1930年）国際映画通信社

1934年（昭和9年）、日活多摩川撮影所（現在の角川大映撮影所）が現代劇のスタジオとして稼動し始めると、同撮影所に異動、溝口健二監督の『愛憎峠』に板垣退助役で出演した。
1939年（昭和14年）、内田吐夢監督の『土』、森永健次郎監督、轟夕起子主演の『キャラコさん』に出演した後、同年12月17日に死去した。満62歳没。250作を超える映画に出演した。

## おもなフィルモグラフィ
- 『露の契』 : 監督不明、1917年
- 『暁』 : 監督田中栄三、1918年

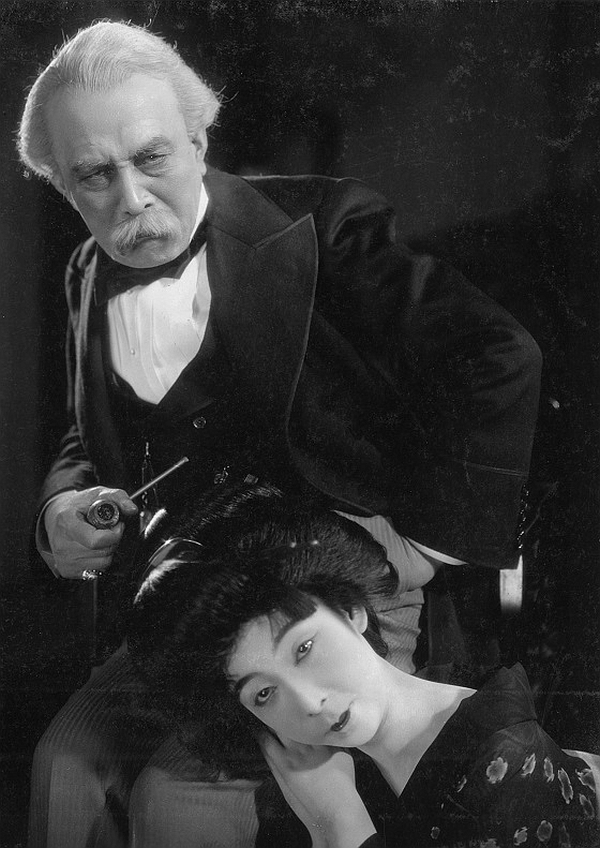
『唐人お吉』（1930年）。右は梅村蓉子。

- 『生ける屍』 : 監督田中栄三、1918年 - フョードル役
- 『金色夜叉』 : 監督小口忠・田中栄三、1918年
- 『黒水晶』 : 監督田中栄三、1918年
- 『乳姉妹』 : 監督田中栄三、1918年
- 『乃木将軍』 : 監督小口忠、1918年 - 乃木将軍役
- 『不如帰』 : 監督田中栄三、1919年
- 『復活』 : 監督田中栄三、1919年 - ネフリュードフ役
- 『己が罪』 : 監督田中栄三、1919年
- 『京屋襟店』 : 監督田中栄三、1922年
- 『愛に甦へる日』 : 監督溝口健二、1923年
- 『髑髏の舞』 : 監督田中栄三、1923年
- 『好きなおぢさん』 : 監督鈴木謙作、1923年
- 『お光と清三郎』 : 監督村田実、1923年
- 『峠の唄』 : 監督溝口健二、1923年
- 『乃木将軍と熊さん』 : 監督溝口健二、1925年 - 乃木将軍役
- 『吉岡大佐』 : 監督三枝源次郎、1926年 - 乃木将軍役
- 『実録忠臣蔵 天の巻・地の巻・人の巻』 : 監督池田富保、1926年 - 吉良上野介役
- 『水戸黄門』 : 監督池田富保、1926年
- 『皇恩』 : 監督溝口健二、1927年 - 乃木将軍役
- 『慈悲心鳥』 : 監督溝口健二、1927年
- 『建国史 尊王攘夷』 : 監督池田富保、1927年
- 『続水戸黄門』 : 監督池田富保、1928年
- 『維新の京洛 竜の巻・虎の巻』 : 監督池田富保、1928年
- 『都会交響楽』 : 監督溝口健二、1929年
- 『唐人お吉』 : 監督溝口健二、1930年 - ハリス役
- 『殉教血史 日本二十六聖人』:監督池田富保、1931年 - ペトロパプチスタ神父 役
- 『ジャンバルジャン 前後篇』 : 監督内田吐夢、1931年
- 『水戸黄門』 : 監督辻吉朗、1932年
- 『海棠やくざ』 : 監督清瀬英次郎、1933年
- 『フランスお政』 : 監督渡辺邦男、1933年 - 仏人モンブラン役
- 『愛憎峠』 : 監督溝口健二、1934年
- 『乃木将軍』 : 監督池田富保、1935年 - 乃木将軍役
- 『大菩薩峠 第一篇 甲源一刀流の巻』 : 監督稲垣浩、応援監督山中貞雄・荒井良平、1935年
- 『大菩薩峠 鈴鹿山の巻・壬生島原の巻』 : 監督稲垣浩、1935年
- 『真実一路 父の巻』 : 監督田坂具隆、1937年
- 『水戸黄門廻国記』 : 監督池田富保、1937年
- 『忠臣蔵 天の巻』 : 監督マキノ正博、1938年 - 吉良上野介役
- 『忠臣蔵 地の巻』 : 監督池田富保、1938年 - 吉良上野介役
- 『続水戸黄門廻国記』 : 監督池田富保、1938年
- 『土』 : 監督内田吐夢、1939年
- 『キャラコさん』 : 監督森永健次郎、1939年 - 遺作

## 註
1. 1 2 3 4 5 6  山本嘉一、『講談社 日本人名大辞典』、講談社、コトバンク、2010年2月24日閲覧。
2. 1 2  『昭和4年度「日本俳優名鑑」映画俳優の部』、「芝居とキネマ」昭和4年1月号新春付録、1929年1月、「山本嘉一」の項。
3. 1 2 3 4  山本嘉一、日本映画データベース、2010年2月24日閲覧。
4. ↑  『日本映画発達史 I 活動写真時代』、田中純一郎、中公文庫、1975年11月25日 ISBN 4122002850、p.363-366.
5. ↑  愛憎峠、日本映画データベース、2010年2月24日閲覧。